# Clarence Yongo
Clarence Yongo est une journaliste et animatrice camerounaise. Féministe, elle crée une chaîne de télévision 100% féminine. Elle réussit à diriger une candidature présidentielle en Afrique centrale.

## Biographie

### Débuts
Clarence Yongo découvre le journalisme au sein du club journal du lycée de Tsinga, dans la capitale politique Yaoundé. Clarence Yongo a un master 2 en sciences de l'information et de la communication obtenu à l'école supérieure des sciences et des techniques de l'information et de la communication ESSTIC.
Elle travaille à canal 2 international et sweet fm jusqu'en 2018, date à laquelle elle quite le groupe de média, après seize années de loyaux services.

### Carrière
Après être recrutée par Sweet fm en 2002, Clarence Yongo lance ensuite le journal spécialisé Mama. Elle va aussi mettre sur pied des entreprises d’e-réputation et communication.
En 2013, elle devient consultante sur les projets structurants au Cameroun. Dans la communication politique Clarence Yongo travaille pour des pontes du parti au pouvoir le Rassemblement démocratique du peuple camerounais.
En 2017, elle travaille sur l'image du candidat à lélection présidentielle camerounaise 2018, Serge Espoir Matomba.
Elle travaille à canal 2 international et sweet fm jusqu'en 2018, date à laquelle elle quite le groupe de média, après seize années de loyaux serices.
En 2020, elle vit une nouvelle expérience professionnelle, elle est nommée directrice de campagne de Madame Yeli Monique Kam candidate à l'élection présidentielle au Burkina Faso.

## Prix et récompenses
- 2021 : Lauréate du prix SESHAT du courage féminin dans le journalisme camerounais[5]

## Polémiques
- 2021 : elle affirme " la place d’un violeur est en prison et non sur un plateau de télévision." en parlant de l'animateur Yves de Mbella[6].